# جوزيف توسان رينو
جوزيف توسان رِينُو (بالفرنسية: Joseph Toussaint Reinaud)‏ (1210 - 1284 ه‍ / 1795 - 1867 م) هو مستشرق فرنسي. أخذ العربية عن دي ساسي.
له تاليف في ميدان الآثار الإسلامية والحروب الصليبية والفيلولوجيا العربية.